# روبرتو کاماردیل
روبرتو کاماردیل (اسپانیایی: Roberto Camardiel‎؛ ‏ ۲۹ نوامبر ۱۹۱۷ – ۱۵ ژوئن ۱۹۸۹) بازیگر اهل اسپانیا بود. وی بین سال‌های ۱۹۳۸ تا ۱۹۸۵ میلادی فعالیت می‌کرد.
از فیلم‌ها یا برنامه‌های تلویزیونی که وی در آن نقش داشته است، می‌توان به انتقام دکتر مابوزه، به خاطر چند دلار بیشتر، خداحافظ رینگو، فرار آزاد، آریزونا کلت بازمی‌گردد، غول رودس، آره که میشه رفیق و بازگشت هاله‌لویا اشاره کرد.